# Agbogbloshie

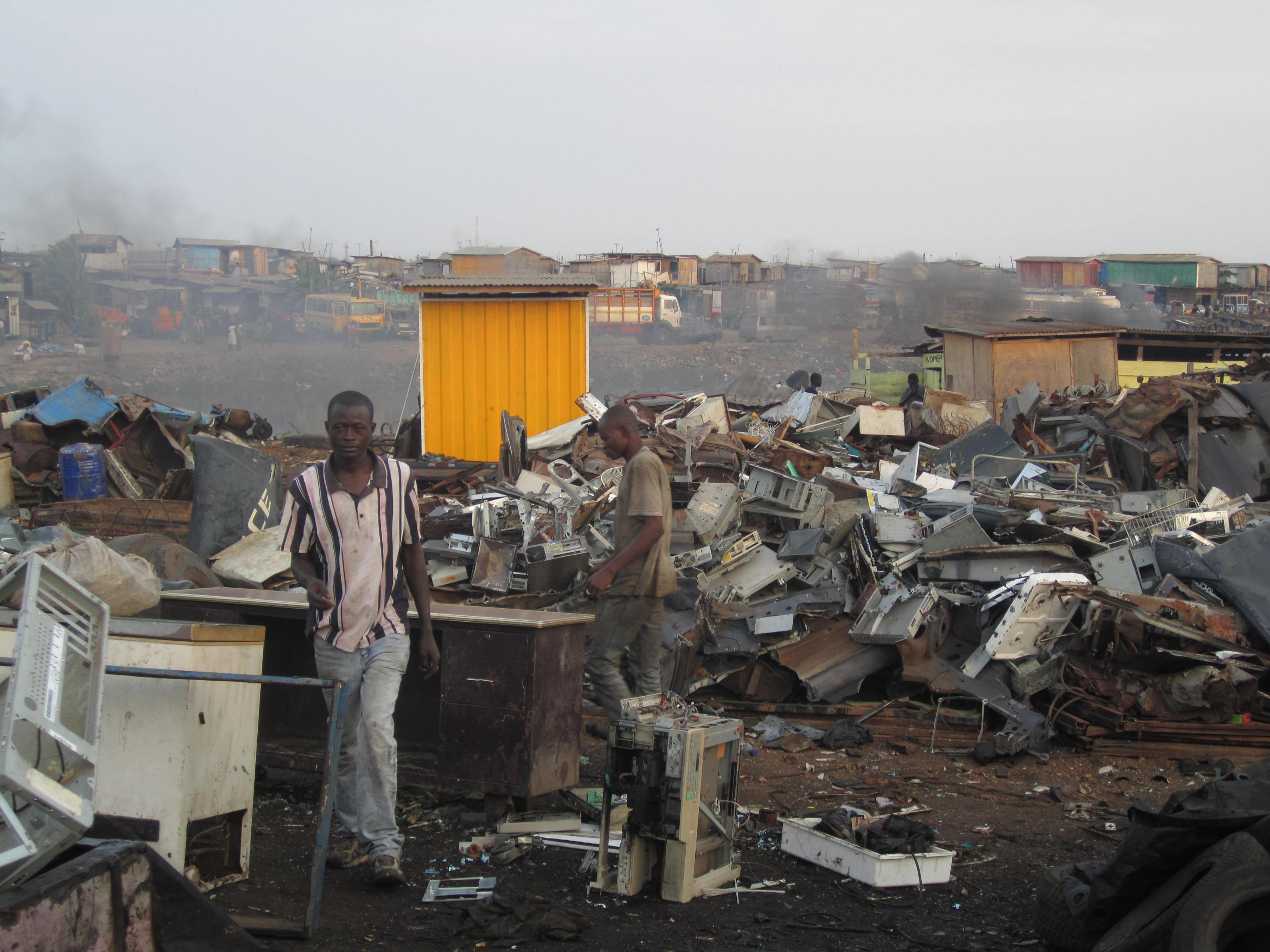
Des Ghanéens travaillant à Agbogbloshie.

Agbogbloshie est une banlieue d'Accra, la capitale du Ghana, connue pour être une destination légale et illégale pour les déchets d'équipements électriques et électroniques en provenance de pays industrialisés. Agbogbloshie a également fait l'objet de plusieurs documentaires, enquêtes photographiques, et textes montrant les ravages sur la population et surtout sur les enfants.

## Dans la culture
En octobre 2016, le groupe Placebo reprend un titre du groupe Talk Talk, Life what you make it, accompagné d'un vidéoclip tourné dans la décharge d'Agbogbloshie. 